# Decodificação
Decodificação é a ação de transcrição, interpretação ou tradução de um código, também conhecida como criptografia, (dado ou conjunto de dados em um formato desconhecido) de modo que possa ser entendido pelo decodificador ou seu utilizador (para um formato conhecido, ou legível).
A decodificação pode ser utilizada em espionagem, para decifrar informações sigilosas, ou para lidar mais facilmente com determinados meios de comunicação, como o telégrafo e o código Morse